# Смеющийся человек: Признание убийцы
«Смеющийся человек: Признание убийцы» (нем. Der lachende Mann Bekenntnisse eines Mörders)  — документальный фильм 1966 года производства ГДР режиссёров Вальтера Хайновского и Герхарда Шоймана.
Выдавая себя за западногерманских журналистов, восточногерманские режиссёры-документалисты взяли интервью у печально известного нациста Зигфрида «Конго» Мюллера, о его жизни и участии наёмником в гражданской войне в Конго в 1960—1965 годах, когда он вместе с другими западными наёмниками состоял в «Коммандо 5» колониальных властей боровшихся с повстанцами-коммунистами.
Интервью было взято 10 ноября 1965 года, в течение четырёх часов, Мюллер получил за это интервью гонорар в размере 10 000 немецких марок.
Фильм, за который авторы стали лауреатами Национальной премии ГДР, успешно шедший в 37 странах мира, был запрещён в ФРГ.

## Содержание
Зигфрид «Конго» Мюллер, в хорошем настроении, постоянно смеющийся, сидя на стуле, отвечает на вопросы мнимых журналистов и фактически рассказывает свою автобиографию — от  добровольного участия во Второй мировой войне, послевоенной работы на США, и теперь участия в гражданской войне в Конго  в составе «Коммандо 5», буднично рассказывая об убийствах повстанцев, излагая свою политическую идеологию: он говорит, что воюет в Африке, чтобы защитить Запад, и что он будет сражаться на стороне США в войне во Вьетнаме. Одновременно звучат записанные на диктофон признания Мюллера в совершенных военных преступлениях, как контрапункт образу гуманного борца за либеральные идеалы и смелого война, который интервьюер пытается создать о себе.
В ходе интервью Миюллер рисуется профессиональным воином, красуется Железным крестом со свастикой в центре, который не стесняясь носит на своей форме
Подвыпивший проговаривается, что неофициально поддерживается Институтом Гёте, и звучит «оговорка по Фрейду». Мюллер произносит (Третий) Рейх вместо Федеративная Республика (Германия).

«Если бы Зигфрид Мюллер был более внимателен к своим собеседникам, он, вероятно, не улыбался бы так много в тот вечер... Настроенный на ужин в шикарном ресторане, мотивированный гонораром в 10 000 марок, многочисленными бокалами „Перно“ и незнанием личности своих собеседников, „Конго-Мюллер“, как его окрестила западная пресса, начал действовать на камеру. С трудом ворочая языком, он рассуждал об „охоте на негров“, „прусскости“, повстанческих стычках на экваторе и всемирной борьбе с большевизмом.»
Оригинальный текст (нем.)Hätte sich Siegfried Müller gründlicher über seine Gesprächspartner informiert, hätte er an diesem Abend vermutlich nicht so viel gelächelt... Eingestimmt durch ein Abendessen in einem Nobelrestaurant, motiviert von 10.000 Mark Honorar, zahlreichen Gläsern Pernod und in Unkenntnis der Identität seiner Gesprächspartner, kam "Kongo-Müller", wie ihn die Westpresse nannte, vor laufender Kamera in Fahrt. Mit schwerer werdender Zunge parlierte er über "Negerjagd", "Preußentum", Rebellen-Gefechte am Äquator und seinen weltweiten Kampf gegen den Bolschewismus.— Der Spiegel

## Показ фильма
Первый показ фильма состоялся 9 февраля 1966 года на Телевидении ГДР.
Фильм был успешно экспортирован в 37 стран мира, однако в ФРГ показ был запрещен.
Один из немецких активистов привёз копию фильма в ФРГ и смог показать фильм на частном показе 9 сентября 1966 года, однако, на повторный показ 25 сентября 1966 года явилась полиция и изъяла фильм, жалоба на действия полиции в Федеральный конституционный суд осталась без рассмотрения.

## Фестивали и награды
- Специальный приз жюри на Международном фестивале документального кино в Лейпциге в 1966 году.
- Национальная премия ГДР II степени в 1966 году — Петер Хельмих, Вальтер Хайновский и Герхард Шойман.